# Публий Саллюстий Блез
Публий Саллюстий Блез (лат. Publius Sallustius Blaesus) — римский политический деятель середины I века.
О происхождении Блеза нет никаких сведений. В 89 году он занимал должность консула-суффекта. Кроме того, Блез входил в состав жреческой коллегии арвальских братьев. Возможно, его следует идентифицировать с легатом пропретором Британии эпохи правления императора Домициана Саллюстием Лукуллом. Дальнейшая биография Блеза не известна.